# Trichopteryx germinata
Trichopteryx germinata är en fjärilsart som beskrevs av Rudolf Püngeler 1909. Trichopteryx germinata ingår i släktet Trichopteryx och familjen mätare. Inga underarter finns listade i Catalogue of Life.